# Löwitz (Ducherow)
Löwitz ist seit dem 7. Juni 2009 ein Ortsteil der Gemeinde Ducherow im Landkreis Vorpommern-Greifswald in Mecklenburg-Vorpommern, Deutschland.

## Geografie und Verkehr
Löwitz liegt westlich der Bundesstraße 109 und östlich der Bundesstraße 197. Anklam liegt etwa sieben Kilometer nördlich der Gemeinde. Die Bundesautobahn 20 ist über die Anschluss Neubrandenburg-Nord (ca. 23 km) zu erreichen. Den Süden der Gemeinde durchfließt der Große Landgraben.

## Geschichte

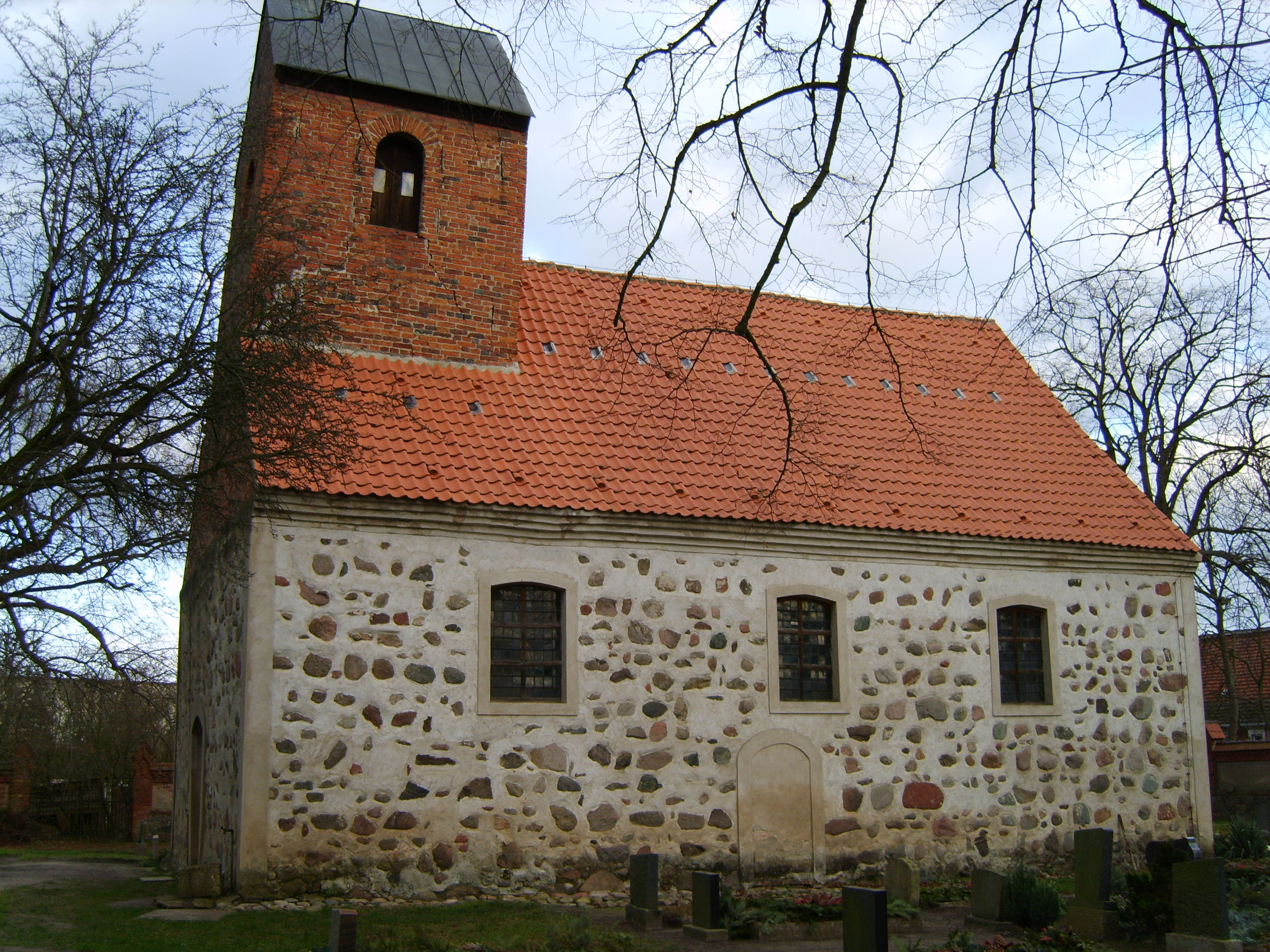
Feldsteinkirche in Löwitz

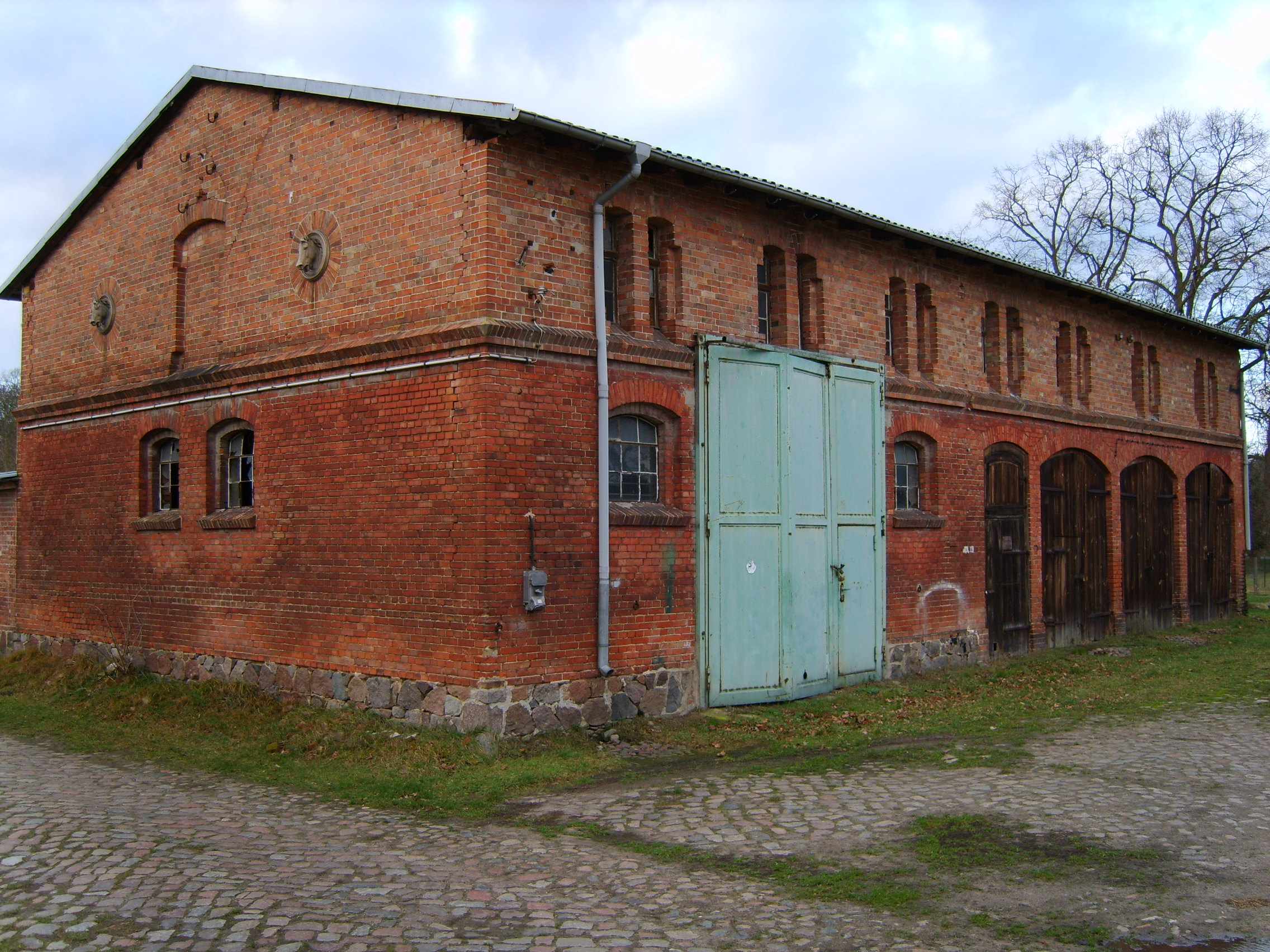
Marstall von Löwitz (am Giebel 2 Pferdeköpfe)

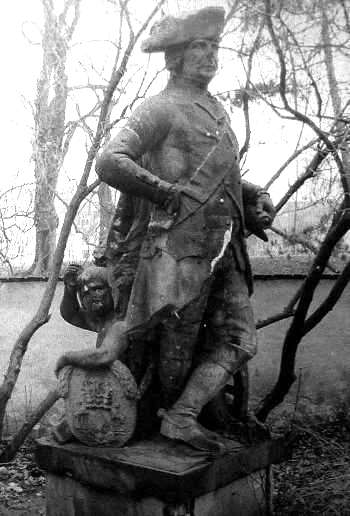
Denkmal Feldmarschall Kurt C. von Schwerin am Museum Greifswald 1978, erster Aufstellungsort war in Löwitz

Löwitz wurde urkundlich erstmals 1533 als Lowitz genannt. Der slawische Gründungsname wurde mit Rindenbach gedeutet.
Gut Löwitz war von 1533 bis 1945 im Besitz der Familie von Schwerin, namentlich Christoffer von Schwerin bei der Ersterwähnung 1533. Ihm folgte sein Sohn Klaus, herzoglich pommerscher Hauptmann zu Stolpe, verheiratet mit Margarethe von Krassow. 1620 bis 1658 war dann Antonius Dettlow von Schwerin der Besitzer. Für 1631 weisen alte Matrikel einen Hufenstand von 14½ für Löwitz und seinen Besitzer nach. Auf dem alten Familiensitz wurde 1684 der später berühmte preußische Generalfeldmarschall Kurt Christoph von Schwerin geboren. Er wurde 1740 in den Grafenstand erhoben. Er fiel 1757 vor Prag. Ort und Gut liegen im so genannten Grafenwinkel, im südlicheren Teil des alten Kreises Anklam und steht somit in der Überlieferung im direkten Bezug zu den Grafen Schwerin.
Nach Viktor Friedrich Wilhelm Hermann Luther Graf von Schwerin-Schwerinsburg (1814–1903) bildete sich eine genealogische Unterlinie Löwitz heraus. Sein jüngerer Sohn Dr. phil. und Rechtsritter im Johanniterorden Hans Axel Tammo Graf von Schwerin (1847–1903) erbte im Minorat Löwitz. Er war seit 1878 mit Marie von Gerstenberg(k) Edle v. Zech verheiratet und wurde umgehend als Bauherr tätig. 1880 ließ Hans Graf von Schwerin hier von dem Berliner Baumeister Eduard Titz ein repräsentatives, historisierendes, zweigeschossiges Schloss mit verspielten Ecktürmen entwerfen und erbauen. Der Park aus dem 17. Jahrhundert wurde nach 1880 neu gestaltet und mit einer noch vorhandenen Backsteinmauer umgeben. Vor dem Schloss stand ursprünglich das bekannte Standbild des Feldmarschalls Kurt von Schwerin, das dann nach Schwerinsburg versetzt wurde, nach dem Krieg am Museum in Greifswald stand und jetzt nach Entscheid der Familie von Schwerin im Deutschen Museum in Berlin steht.
Das Gut war zeitweise auch verpachtet. Hans Graf von Schwerin-Löwitz und ab 1918 dessen Witwe Maria waren von 1888 bis 1932, bis zu ihrem Tod, im Besitz des Gutes. Das Ehepaar hatte keine eigenen Kinder. Sie adoptierten Gertrud von Schwerin, geborene Ritter, die aus bürgerlichen Hause stammend nicht dem Uradel angehörte, und den Neffen Hans Bogislav Graf von Schwerin-Sophienhof. Er wiederum trug den vollständigen Namen Graf Schwerin von Gerstenbergk Edler von Zech. Hans Graf jun. Schwerin war vormals Distriktchef in Deutsch-Südwestafrika und gab sein eigenes Gut Sophienhof an seine erste Ehefrau. Gut Löwitz wurde zeitweilig vom Bernhard Graf von Schwerin-Ziethen verwaltet. Während des Krieges wurde das Schloss als Lazarett genutzt, nach der Enteignung war es zuerst kurz Unterkunft für Flüchtlinge und Vertriebene, bis dann bald darauf die Nutzung als Kinderheim bis etwa 1964 erfolgte. Nach 1964 verfiel das Schloss und wurde 1987 teilweise beseitigt. Das Kinderheim wurde komplett nach Ducherow verlegt. Ein noch vorhandener Seitenflügel wurde dann nach 1990 auch entfernt.
Die weiteren Gutsgebäude wurden von den Neubauern der Bodenreform und später von der örtlichen LPG genutzt. Einige sind ruinös, andere, wie der Marstall am ummauerten Kirchhof sind noch recht gut in Schuss.
Am 1. Januar 1951 wurde die bisher eigenständige Gemeinde Löwitz nach Schmuggerow eingegliedert.
1994/95 wurde der Park durch eine Arbeitsbeschaffungsmaßnahme beräumt und neu gestaltet, sowie mit Informationstafeln versehen (hier als Quelle mit verwendet).
Am 13. Juni 2004 wurde die bis dahin eigenständige Gemeinde Schwerinsburg nach Löwitz eingemeindet. Ortsteile der ehemaligen Gemeinde Löwitz waren Schmuggerow, Sophienhof, Löwitz und Schwerinsburg. Zeitgleich mit den Kommunalwahlen am 7. Juni 2009 wurden die bis dahin eigenständigen Gemeinden Löwitz und Rathebur nach Ducherow eingemeindet.

## Sehenswürdigkeiten
→ Siehe: Liste der Baudenkmale in Ducherow
- Gutsanlage Löwitz
- Gutspark Löwitz mit Mauer und Gestaltungselementen
- Marstall Gut Löwitz
- Kirche Löwitz mit Grabstätte der Familie von Schwerin-Löwitz. https://www.dorfkirchen-in-mv.de/content/Version_1/detail_gesamt.php?Reg_Nr=725&bild=4180&wid=5769

## Persönlichkeiten
- Dettlof von Schwerin (1650–1707), hessen-kasselscher und mecklenburgischer Generalleutnant
- Hans Bogislav von Schwerin (1683–1747), preußischer Diplomat, Verwaltungsbeamter und Landjägermeister
- Kurt Christoph Graf von Schwerin (1684–1757), preußischer Generalfeldmarschall, Besitzer des Gutes Schwerinsburg
- Hans Graf von Schwerin-Löwitz (1847–1918), Gutsbesitzer, deutscher Politiker und Offizier